# Manuela Carmena
Manuela Carmena Castrillo (ur. 9 lutego 1944 w Madrycie) – hiszpańska prawniczka i polityk, sędzia, w latach 2015–2019 alkad Madrytu.

## Życiorys
W 1965 ukończyła studia prawnicze na Uniwersytecie Complutense w Madrycie. Do 1979 praktykowała jako adwokat. Założyła i prowadziła biuro porad prawnych w zakresie prawa pracy. Od połowy lat 60. należała do Komunistycznej Partii Hiszpanii.
W 1980 została sędzią, orzekała w różnych sądach, w tym w sekcji karnej sądu prowincjonalnego w Madrycie. Była współzałożycielką stowarzyszenia sędziowskiego Jueces para la Democracia, w drugiej połowie lat 90. z rekomendacji Zjednoczonej Lewicy wchodziła w skład Rady Głównej Władzy Sądowniczej. W 2010 przeszła w stan spoczynku.
W 2015 została liderem koalicji Ahora Madrid, tworzonej przez oddziały partii lewicowych, komunistycznych i ekologicznych (w tym Podemos), a także jej kandydatką na urząd alkada Madrytu. Ugrupowanie to zajęło drugie miejsce w wyborach lokalnych za Partią Ludową. W czerwcu 2015 Manuela Carmena została jednak wybrana na stanowisko burmistrza Madrytu dzięki głosom radnych swojej formacji oraz socjalistów. Urząd ten sprawowała do czerwca 2019, gdy nową większość w radzie miejskiej uzyskała centroprawicowa koalicja. Została w tymże roku radną miejską z listy lokalnego ugrupowania Más Madrid; zrezygnowała jednak z mandatu w czerwcu 2019.